# Бажанівка
Бажані́вка — село в Україні, у Прилуцькому районі Чернігівської області. Населення становить 135 осіб. Входить до складу Сухополов'янської сільської громади. До Бажанівки приєднано хутори Оленівка, Чубарівка. Розташоване за 33 км від райцентру та за 17 км від залізничної станції Галка.
У селі 69 дворів (2000).

## Історія
1910 року жителі села Сального Ніжинського повіту Чернігівської губернії купили в поміщиці Олени Рахманової 150 десятин землі і заснували тут хутір, який назвали Оленівкою на честь поміщиці. 
У 1911 році на хуторі Баженов жило 8 осіб
У часи колективізації хутір перейменовано на Чубарівку (на честь голови РНК України, одного з організаторів геноциду українців Власа Чубаря).
Село входило до Турівського (1923–1925) і Малодівицького (1926–1930) районів Прилуцької округи Полтавської губернії, до Малодівицького (до 1962) і Прилуцького (з 1962) районів Чернігівської області.
У 1923–1930 pоках Оленівка була підпорядкована Вейсбахівській сільраді. 1925 року на хуторі було 17 дворів та 87 жителів; 1930 — 18 дворів та 103 жителі.
1920 року поруч з хутором Оленівкою вихідцями з містечка Вейсбахівки (нині с. Білорічиця), на поміщицьких землях О. С. Рахманової, заснували хутір Бажанівка, який у 1923–1930 роках підпорядковався Вейсбахівській сільраді. У 1925 році в Бажанівці було 7 дворів та 36 жителів; 1930 року — 28 дворів та 133 жителів.
У 1941 році поряд ще існували два окремі населені пункти: Чубарівка (18 хат) і Жовтень (98 хат).
Після 2 світової війни Чубарівка і Жовтень було об'єднано в єдиний населений пункт під назвою Жовтень. Коли село отримало назву Бажанівка невідомо.
1949 року в Бажанівці існував колгосп ім. 60 років Сталіна, який мав 530,3 га землі (409,3 га орної), 84 двори, 340 жителів (158 чоловік працездатних), 2 рільничі бригади, 10 ланок, 1 тваринницька ферма; налічувалося великої рогатої худоби — 79, свиней — 75, овець — 40, коней — 20, птиці — 62, бджіл — 2 сім'ї; працювали кузня, вітряк.
1 липня 1950 року колгосп ім. Шевченка (с. Димирівка), 60 років Сталіна (с. Бажанівка) та ім. Сталіна (с. Боротьба) об'єднані в один колгосп ім. Сталіна.
У 1971 році в селі було 99 дворів, 298 жителів.
З 1997 року в Бажанівці містився відділок ВАТ племзавод «Білорічицький». З 1999 року проводиться приватизація земель і майна колективних господарств.
До 2019 року орган місцевого самоврядування — Білорічицька сільська рада.

## Населення

### Мова
Розподіл населення за рідною мовою за даними перепису 2001 року:
| Мова       | Кількість | Відсоток |
| ---------- | --------- | -------- |
| українська | 134       | 99.26%   |
| білоруська | 1         | 0.74%    |
| Усього     | 135       | 100%     |

## Пам'ятки
У Бажанівці споруджений пам'ятник на честь воїнів-односельців, загиблих (44 чол.) у німецько-радянській війні.

## Транспорт
Бажанівка з'єднана дорогами місцевого значення з твердим покриттям: у 1980 році з селом Погребами (9 км) на автотрасі Київ-Суми, у 1967–1969 роках з смт
М. Дівицею (20 км) та селом Боротьбою (2,5 км).

## Відомі люди
Уродженцем села є Герой Радянського Союзу, командир танкової роти лейтенант М. П. Тищенко (1919–1983).